# Codex One
Codex One (né le 1er avril 2002) est un étalon de saut d'obstacles bai, inscrit au stud-book du Hanovrien, monté par le cavalier allemand Christian Ahlmann. Ils décrochent la médaille d'argent par équipes aux Championnats d'Europe de dressage et de saut d'obstacles 2013 à Herning, puis le Grand Prix d'Aix-la-Chapelle en 2014. Blessé à deux reprises, Codex one disparaît des terrains de concours en septembre 2017 avant d'être officiellement mis en retraite en juin 2019.

## Histoire

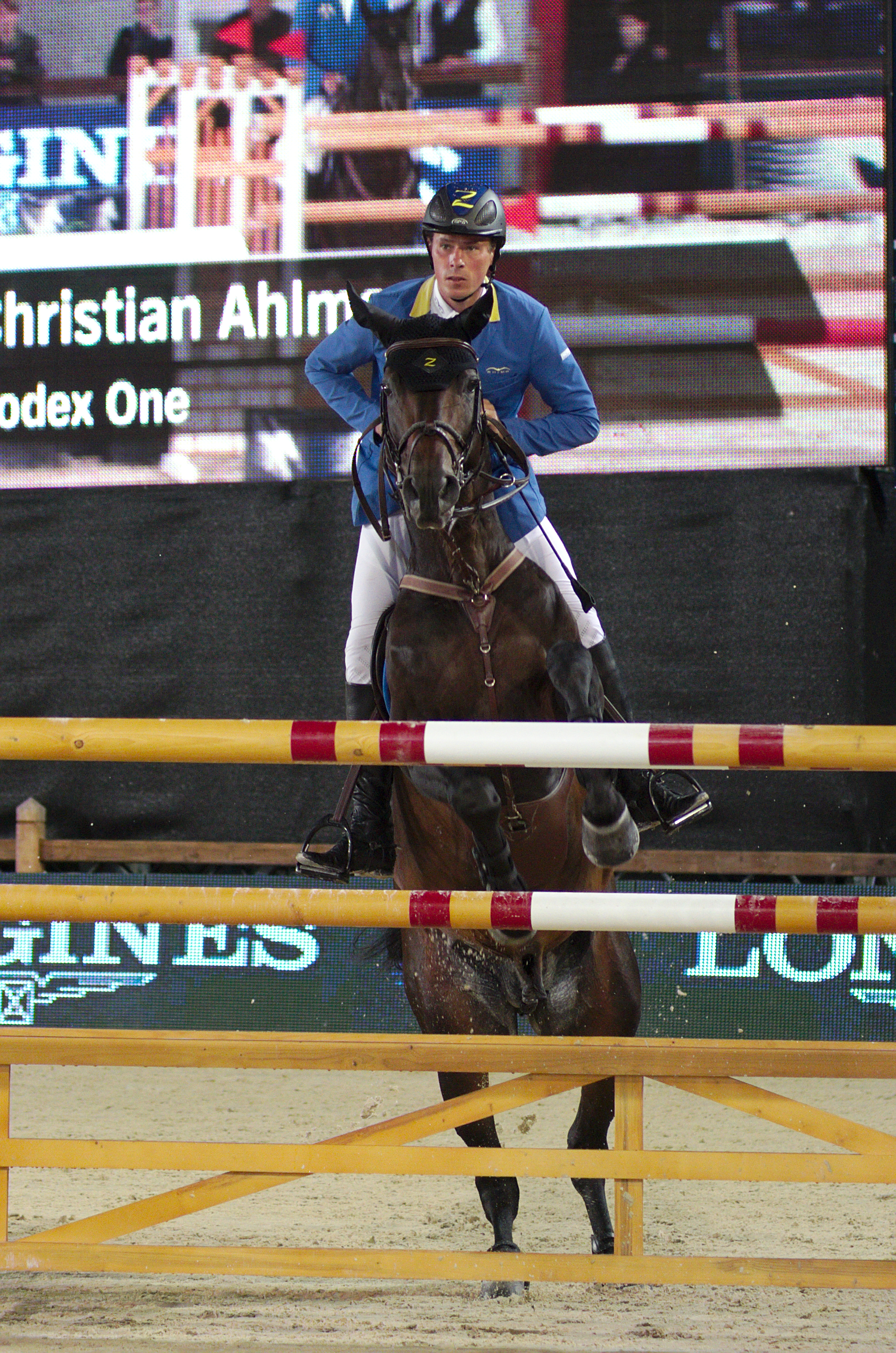
Codex One monté par Christian Ahlmann au CSI5* de Lausanne en septembre 2013.

Il naît le 1er avril 2002 à l'élevage de Wilhelm Berghorn en Allemagne. Il connaît un début de carrière fulgurant, remportant le Grand Prix du CSI2* de Spangenberg en 2010 avec son cavalier Karl Brocks. Le cavalier international Christian Ahlmann le récupère au début de l'année 2011, et remporte avec lui six Grands Prix de niveau 5 étoiles entre 2013 et 2017. Le couple est également sélectionné parmi l'équipe allemande pour participer aux Jeux olympiques d'été de 2012 à Londres, aux championnats d'Europe à Herning en 2013, puis aux Jeux équestres mondiaux de 2014 à Caen. Il remporte le mythique Grand prix d'Aix-la-Chapelle la même année, en bouclant 5 parcours sans pénalité.
Codex One se blesse légèrement en juillet 2015 durant le concours de Rotterdam, ce qui le prive d'une participation aux championnats d'Europe de 2015,. Il ne participe pas non plus aux Jeux olympiques d'été de 2016
En raison d'une nouvelle blessure, Codex One disparaît des terrains de concours en septembre 2017. Il est officiellement mis à la retraite à l'âge de 17 ans, au terme d'une cérémonie d'adieux d'adieux officielle tenue durant le CSI5* de Hambourg, en juin 2019,. À cette occasion, Christian Ahlmann écrit « Tu as réalisé mon rêve d'enfant en remportant le Grand Prix d'Aix-la-Chapelle. Nous l'avons fait en 2014. Il est désormais temps de te dire au revoir pour de bon et de t'offrir une retraite bien méritée. Profite bien, mon cher Codex... ».

## Description
Codex One est un étalon de robe baie, inscrit au stud-book du Hanovrien.

## Palmarès

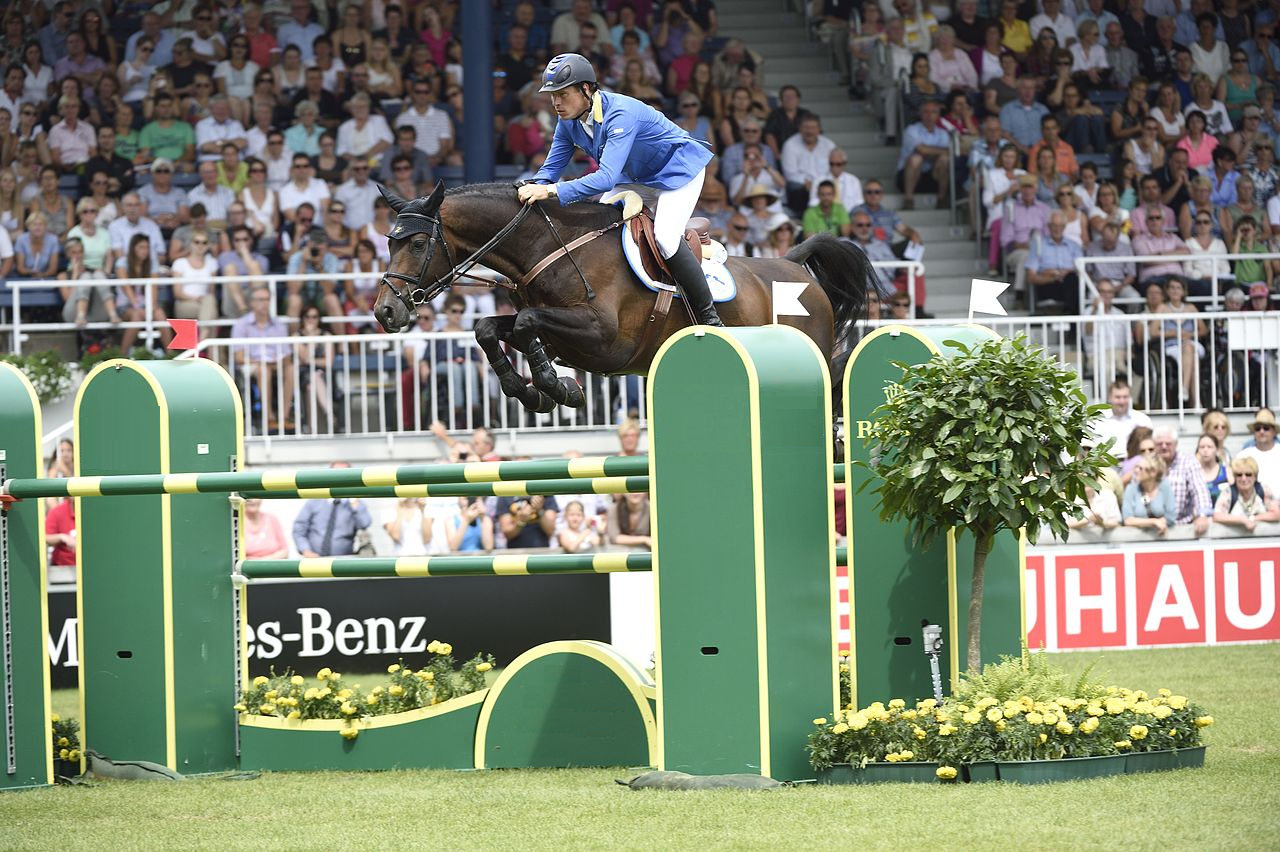
Codex One monté par Christian Ahlmann durant l'un de ses tours victorieux au CHIO d'Aix-la-Chapelle en 2014.

D'après l'analyse de Grand Prix magazine, la carrière sportive de Codex One se déroule « en dents de scie » car l'étalon rencontre de nombreux problèmes de santé.
- 2013 : Médaille d'argent par équipes aux  Championnats d'Europe de dressage et de saut d'obstacles 2013 à Herning[1].
- 2014 : vainqueur du Grand Prix du CHIO d'Aix-la-Chapelle[1].

## Origines
Codex One est un fils de l'étalon Contendro I et de la jument Gipsy, par Glueckspilz.